# Richard Lindenberg
Richard Lindenberg (* 12. November 1869 in Remscheid; † 22. Juli 1925 in der Schweiz) war ein deutscher Unternehmer in der Stahlindustrie.
Er baute 1906 im weltweit ersten nach dem System Héroult-Lindenberg arbeitenden Elektrostahlwerk, seinem Betrieb Edelstahlwerke Lindenberg, den ersten industriell genutzten Elektrostahlofen der Welt. Dieser ist heute im Deutschen Werkzeugmuseum Remscheid zu besichtigen. Das von Lindenberg erstmals industriell eingesetzte System ist noch heute Grundlage fast aller modernen Elektrostahlöfen. Es gestattet die Produktion wesentlich hochwertigerer und chemisch beständigerer Stahlsorten, als der bis dahin meist produzierte Tiegelgußstahl es war.
Lindenberg übernahm 1890 zusammen mit seinem Bruder Julius (1861–1929) das elterliche Unternehmen Julius Lindenberg sen., in dem Stahl gegossen, mit Dampfkesseln ein Hammerwerk und eine Schleiferei betrieben wurden, und das nach einem Brand seit 1864 im Hammesberg im Remscheider Stadtteil Hasten ansässig war. Auf dem ehemaligen Werksgelände liegt heute das Gewerbegebiet „Glockenstahlstraße“, in dem eine Reihe von Unternehmen ansässig ist. In der Nachbarschaft befand sich bis gegen Ende des 20. Jahrhunderts ein Sportplatz mit dem Namen „Glockenstahl-Kampfbahn“.

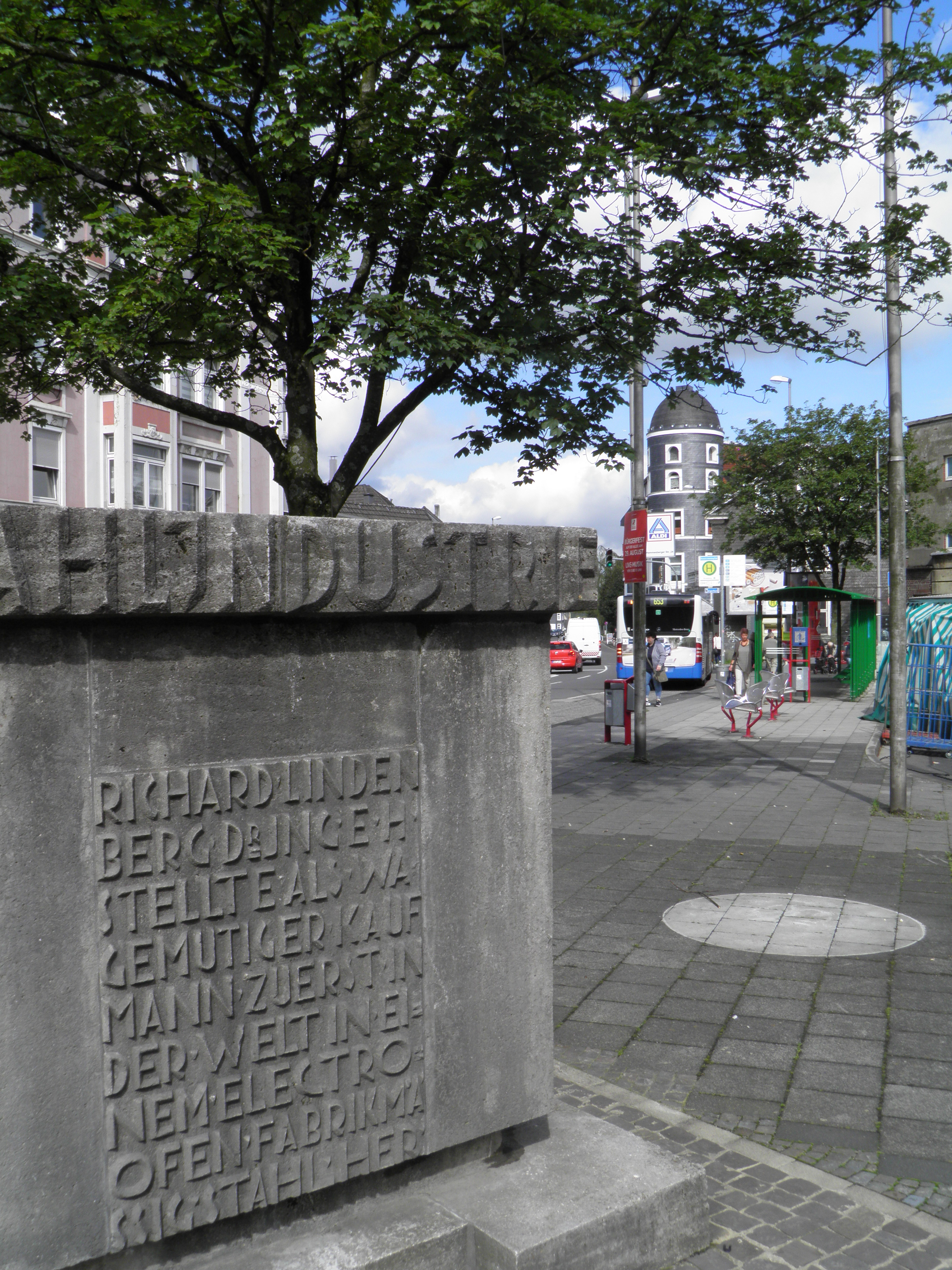
Lindenberg-Denkmal auf Hasten

Eine Glocke im Unternehmenssignet trug dem Unternehmen auch den Namen Glockenstahlwerk ein. 1899 machte sich Julius mit einem  eigenen Edelstahlwerk an der neu eröffneten Bahnstrecke Remscheid Hbf – Hasten selbständig. 1904 erwarb Richard Lindenberg das Patent von Paul Héroult. Er legte die Tiegelgussstahlanlage still und konnte am 16. Februar 1906 erstmals Elektrostahl in industriellem Maßstab in dem nach dem französischen Verfahren arbeitenden Lichtbogenofen herstellen. Die große Nachfrage machte umfangreiche Erweiterungen notwendig, deshalb wurde das Unternehmen im Folgejahr unter der Firma Stahlwerk Richard Lindenberg AG zur Aktiengesellschaft umgewandelt. Im Ersten Weltkrieg beschäftigte das Unternehmen etwa 1500 Mitarbeiter. Nach zwei gescheiterten Ansätzen zur Verbesserung der Materialversorgung (Barmer Bergbahn, Ronsdorf-Müngstener Eisenbahn über das Morsbachtal, Remscheider Straßenbahn zum Bahnhof Hasten) konnte das Unternehmen während des Ersten Weltkriegs im November 1917 eine eigene Schmalspurbahn zum Bahnhof Remscheid-Hasten in Betrieb nehmen.
Richard Lindenberg starb 1925 bei einem Flugzeugabsturz in der Schweiz. Sein Unternehmen wurde 1927 mit der Deutsche Edelstahlwerke AG fusioniert und 1929 aus wirtschaftlichen Gründen aufgelöst.
Im Remscheider Ortsteil Hasten ist der Richard-Lindenberg-Platz nach dem Unternehmer benannt worden. Dort erinnerte seit 1928 ein Denkmal an ihn, das sich bis 2012 auf dem ehemaligen Werksgelände befand. Mit der Unterstützung eines Remscheider Unternehmers konnte dieses Denkmal im August 2012 endlich auf den Richard-Lindenberg-Platz in Remscheid Hasten umgesetzt werden, wo es nun für die Bevölkerung allgemein zugänglich ist.